# Langdon Hills
Langdon Hills är en ort i unparished area Basildon, i distriktet Basildon, i grevskapet Essex, i England. Orten är belägen 6 km från Billericay. Langdon Hills var en civil parish fram till 1936 när blev den en del av Lee Chapel och Thurrock. Civil parish hade 2 103 invånare år 1931.